# Fête de Shangsi
La Fête de Shangsi (chinois : 上巳节 ; pinyin : shàngsì jié, coréen : 삼짇날), également appelée fête du troisième jour du troisième mois (三月三), ou encore fête du 3e mois (三月节, fête du 3e jour 三日节), est une fête agricole fêtée en extrême-orient, dont la Chine (continentale et Taïwan), la Corée (hangeul : 삼짇날, samjidnal), le Japon (上巳 (jōshi/jōmi)) et le Vietnam.